# Acerodon lucifer
Espèce
Statut de conservation UICN

 EX 2003 : Éteint
Statut CITES
Acerodon lucifer, la roussette de l'île Panay, est une espèce de chauves-souris. Elle est seulement connue de spécimens récoltés en 1888 et 1892 dans l'île Panay est une île des Philippines située dans les Visayas. Une publication récente considère que ces spécimens sont à relier à l'espèce Acerodon jubatus.
L'Acerodon lucifera été jugée comme étant éteinte en 1996 aux Philippines. La cause de cette extinction fut probablement la destruction de son habitat forestier par l'humain. Une autre cause pourrait avoir été la chasse intensive de cette espèce. Elle est souvent apparue dans des camps pendant la Seconde Guerre mondiale.

## Notes et références

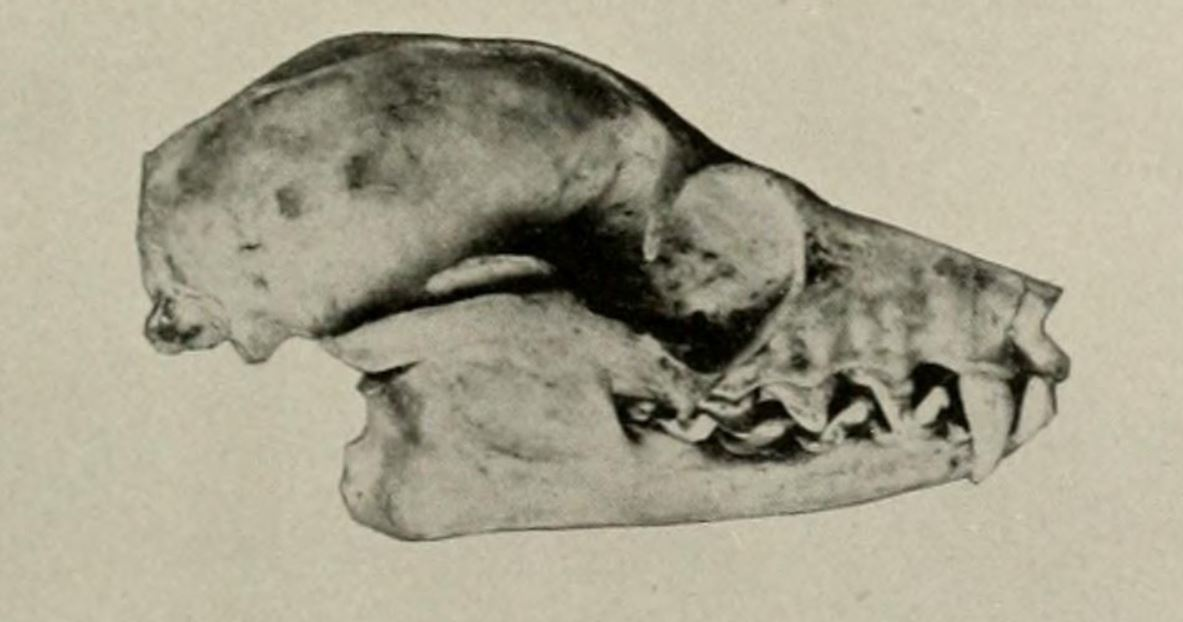
crâne de l'Acerodon lucifer